# Breganze rosso riserva
Le Breganze rosso riserva est un vin sec italien de la région Vénétie doté d'une appellation DOC depuis le 18 juillet 1969. Seuls ont droit à la DOC les vins rouges récoltés à l'intérieur de l'aire de production définie par le décret. 

## Aire de production
Les vignobles autorisés se situent en province de Vicence dans les communes de Bassano del Grappa, Breganze, Fara Vicentino, Lugo di Vicenza, Marostica, Mason Vicentino, Molvena, Montecchio Precalcino, Pianezze, Salcedo, Sandrigo, Sarcedo et Zugliano. Les vignobles se situent sur des pentes des collines entre les fleuves Brenta et Astico (un affluent du Bacchiglione).
Le vin rouge sec du Breganze rosso riserva répond à un cahier des charges plus exigeant que le Breganze rosso, essentiellement en relation avec le vieillissement de 24 mois en fût de chêne ou châtaigne.

## Caractéristiques organoleptiques
- couleur : rouge rubis vif.
- odeur : vieux, caractéristique.
- saveur : sec, harmonieux, robuste, légèrement tannique.

Le Breganze rosso riserva se déguste à une température de 15 – 17 °C et il se gardera 4 – 5 ans.

## Production
Province, saison, volume en hectolitres :
- pas de données disponibles